# Amarna
Amarna (en árabe: تل العمارنه‎ el-Amarna o Tell el-Amarna, al-ʿamārnah) es el nombre árabe de una región egipcia situada en la ribera oriental del río Nilo, célebre por ser el enclave donde se edificó la ciudad de Ajetatón (o Akhetatón) a mediados del siglo XIV a. C. la nueva capital de Egipto.

## Ajetatón o Aketatón
Ajetatón o Aketatón, «El Horizonte de Atón» fue el nombre de la ciudad ordenada construir por el faraón Akenatón hacia el quinto año de su reinado y ocupada hacia el noveno, aunque se convirtió en la nueva capital de Egipto dos años antes. En el nuevo lugar se rindió culto hegemónico al dios Atón, representado iconográficamente por un disco solar cuyos rayos acaban en manos portadoras de la llave de la vida anj.  Ajetatón, se localizó a mitad de camino entre Tebas (Alto Egipto) y Menfis (Bajo Egipto), las dos ciudades más importantes del Antiguo Egipto.

## Construcción

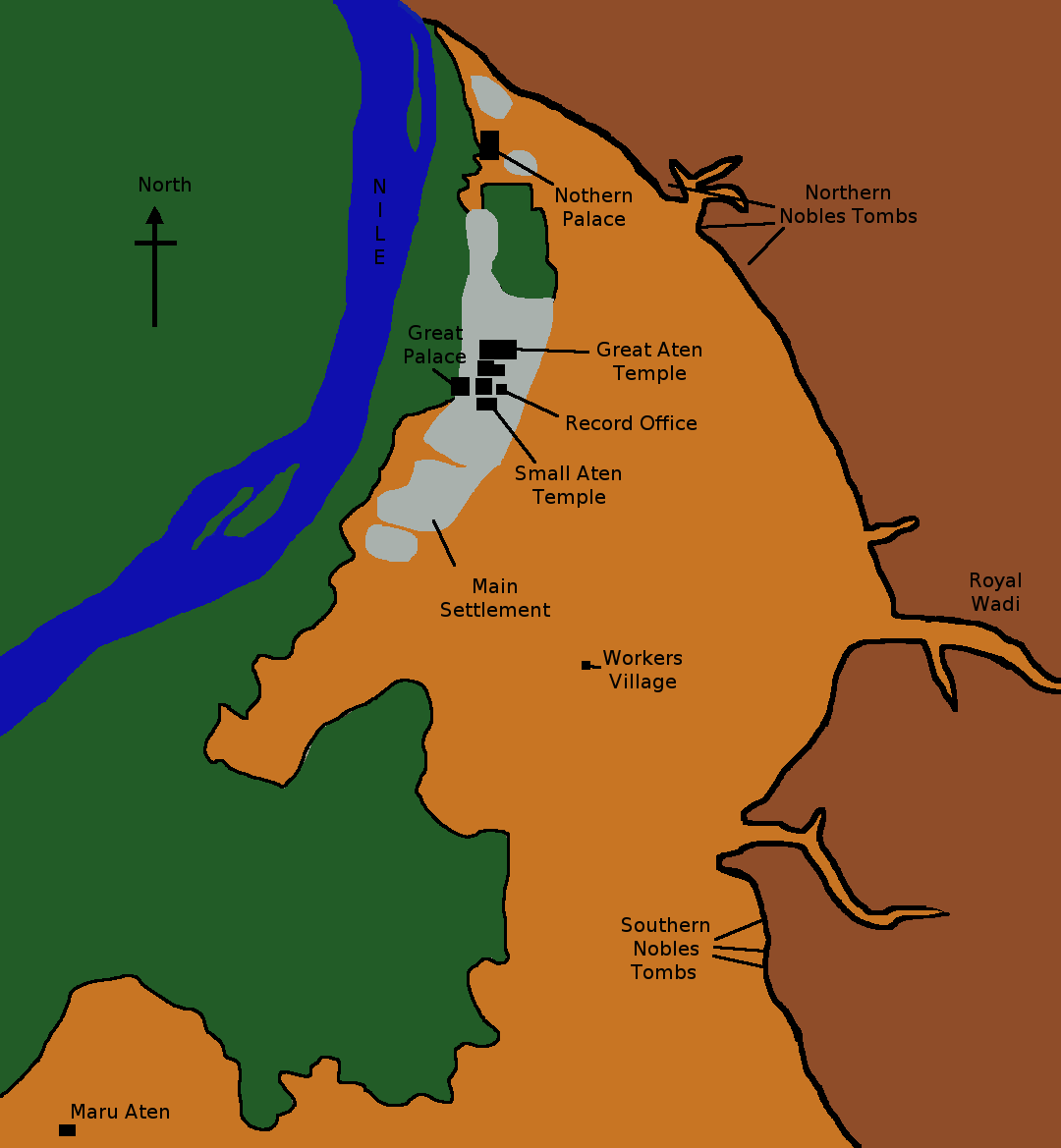
Mapa de Aketatón.

La capital fue diseñada con un trazado geométrico ortogonal (hipodámico), esculpiéndose catorce grandes estelas para marcar los límites. En su interior, Akenatón ordenó construir majestuosos edificios, tales como: 
- El gran templo de Atón, caracterizado por su construcción al aire libre (sin techo) para permitir la entrada de luz solar. Poseía dos sectores importantes: "La casa del jubileo" con un pilono y sala hipóstila de 16 columnas, y "El descubrimiento de Atón" con seis patios a cielo abierto consecutivos en los cuales se situaban 365 mesas de ofrendas. El templo fue construido en proporción alargada con pequeños bloques de piedra (talatat) y los mejores materiales.[2]
- El pequeño templo de Atón, el otro templo dedicado a Atón, probablemente levantado anteriormente, situado junto a la Casa del Rey y cerca del Palacio Real.
- Los palacios reales, que se construyeron para Akenatón, la reina Nefertiti y las princesas reales. Uno de ellos tenía la ventana de las apariciones, terraza desde la cual la familia real se mostraba a sus súbditos y era de gran importancia simbólica. También se podía encontrar el palacio del norte edificado para la reina como un mundo en miniatura conformado por grandes jardines y estanques donde había diversos animales.[3]
- Edificios administrativos como el edificio de los archivos que contenía las "Tablillas de el-Amarna" o "Cartas de Amarna" (correspondencia real).
- Las viviendas de los nobles, de planta rectangular que corrían por el medio de la ciudad.
- Los hipogeos (tumbas excavadas en la roca), situadas al norte y sur de la ciudad. En estas se podían ver escenas de la vida diaria de la antigua ciudad, como las apariciones públicas de la pareja real.
- Una ciudad para los trabajadores de la necrópolis.

Recientemente se ha encontrado al sur de la ciudad el denominado Kom el-Nana. Se trata de un recinto descubierto relativamente hace poco por lo que no se han publicado apenas trabajos acerca de este emplazamiento. Las dimensiones del recinto son 228 x 213 m, el cual se encontraba cercado por una muralla similar al de Maru Atón. La estructura se dividía con murallas internas. En el lado sur, la entrada principal tenía un gran pilono. Al oeste tenía dos accesos: uno para el recinto sur y otro para el norte. En la muralla oriental hay un pilono con una tercera puerta. 
Tanto el recinto norte como el recinto sur albergaban distintas funciones, el primero tenía un carácter artesanal que además contenía un edificio, sin embargo, el segundo era destinado a prácticas ceremoniales y religiosas. Este sector sur comprende un área 12 x 220 m. Por el pilono sur accedemos a lo que conocemos como Pabellón Sur con planta rectangular que alberga tres puertas y escaleras externas. Estaba compuesto de dos patios laterales y habitaciones centrales. Tras este primer edificio encontramos la plataforma central cuyo acceso era mediante rampas situadas tanto al norte como el sur. En dicha plataforma se levantó un edificio amurallado compuesto por varias habitaciones y un vestíbulo de columnas de reducida anchura. 
Al norte, la llamada Capilla Sur, de la que a pesar de su deterioro se ha averiguado su plano y la caliza y arenisca usadas en su construcción. Todo este edificio fue decorado con una serie de relieves en colores relucientes. El sector norte de este conjunto tiene unas medidas de unos 88 x 220 m, no se encuentra en un estado muy notable dado que sobre sus ruinas se estableció un campamento romano. A pesar de ello podemos intuir que se trataba de un emplazamiento de gran importancia de Kom el-Nana. Además, también aparece otro edificio denominado Capilla Norte que coincide con el pilono norte de la muralla oeste. Al noroeste de la muralla se encuentra lo que parece una panadería y cervecería, y también estancias para las labores artesanales propias de un templo cuyo interior está lleno de hornos probablemente dedicados a la elaboración de cerámica.

## Auge y decadencia

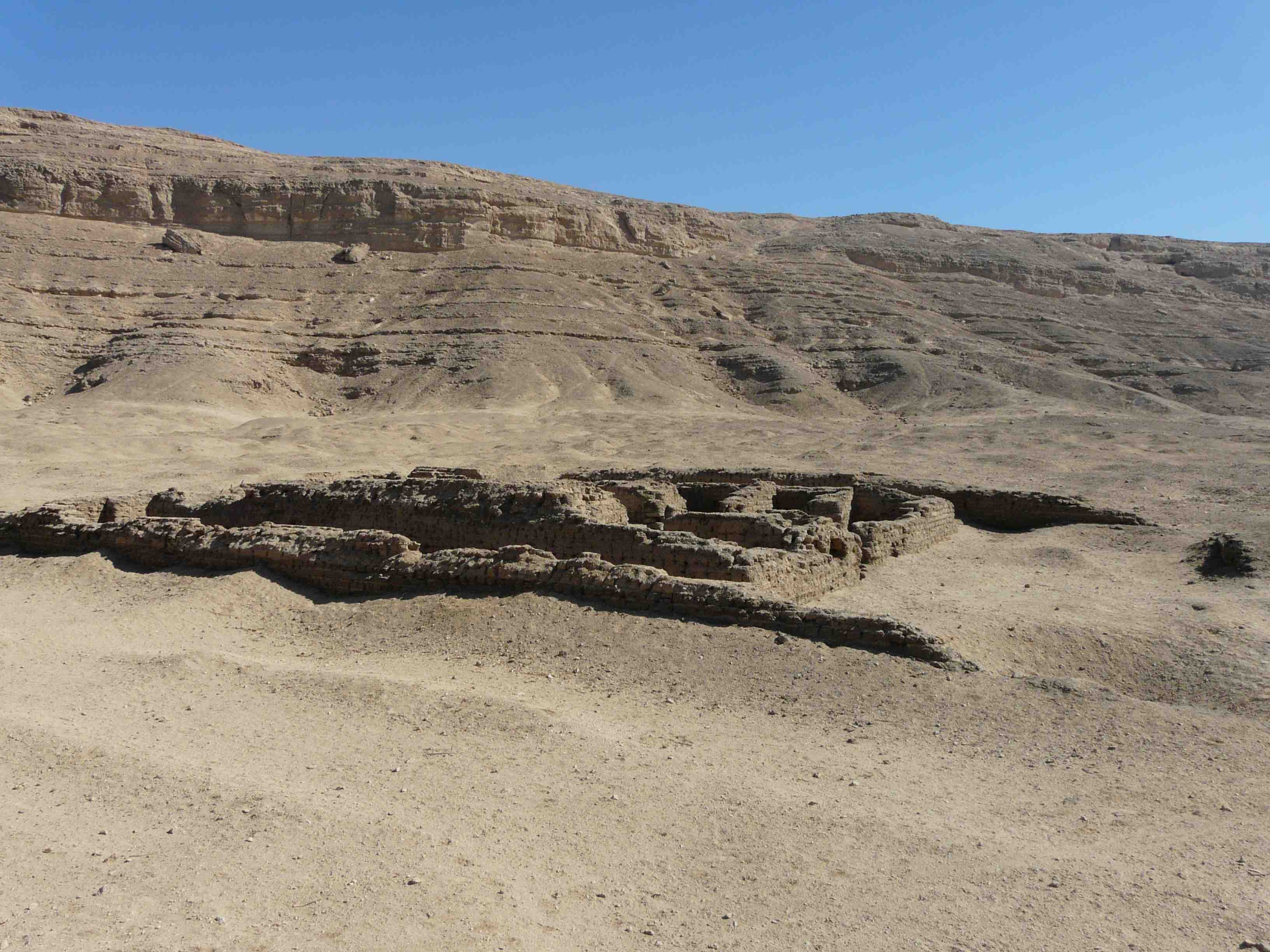
Ruinas de edificaciones de la antigua ciudad

La ciudad se construyó así para escenificar los cambios de culto que ahora se centrarán en Atón. A partir de ese momento Akenatón sería el intermediario entre el dios supremo y la humanidad. Se produjo entonces una tensa relación entre los seguidores de Akenatón y sus detractores, entre ellos, los influyentes sacerdotes de Amón. Después de la muerte de Akenatón se persiguió su memoria y su nombre, y el del dios Atón, fueron borrados de tumbas, templos y esculturas, igual que hiciera el antiguo faraón con Amón en sus últimos años. 
Cuando el jefe militar Horemheb se alzó como faraón, se produjo la sistemática destrucción de la ciudad, aprovechando sus ruinas, y los llamados talatat, para construir otras edificaciones. La ciudad había sido abandonada quince años después de su fundación, hacia el tercer año de reinado de Tutankhaton (Tut-anj-Atón) posteriormente llamado Tutankamón (Tut-anj-Amón), regresando la corte y administración a Tebas.

## Reocupación cristiana
Se han hallado evidencias arqueológicas de ocupaciones cristianas coptas de los siglos V y VI entre las tumbas y cuevas de Ajetaton, construyendo y reformando las estructuras para llegar a transformar el lugar en una comunidad cristiana de culto. La ciudad pasó de ser un lugar grandioso de monolatría, con culto a Atón a un centro sencillo cristiano, enfatizado con espiritualidad y referencias con los primeros padres del desierto. Concretamente, en el interior de la tumba de Panehsy se ha encontrado una iglesia cristiana con el ábside decorado con símbolos como cruces, palomas y un águila.

## Galería

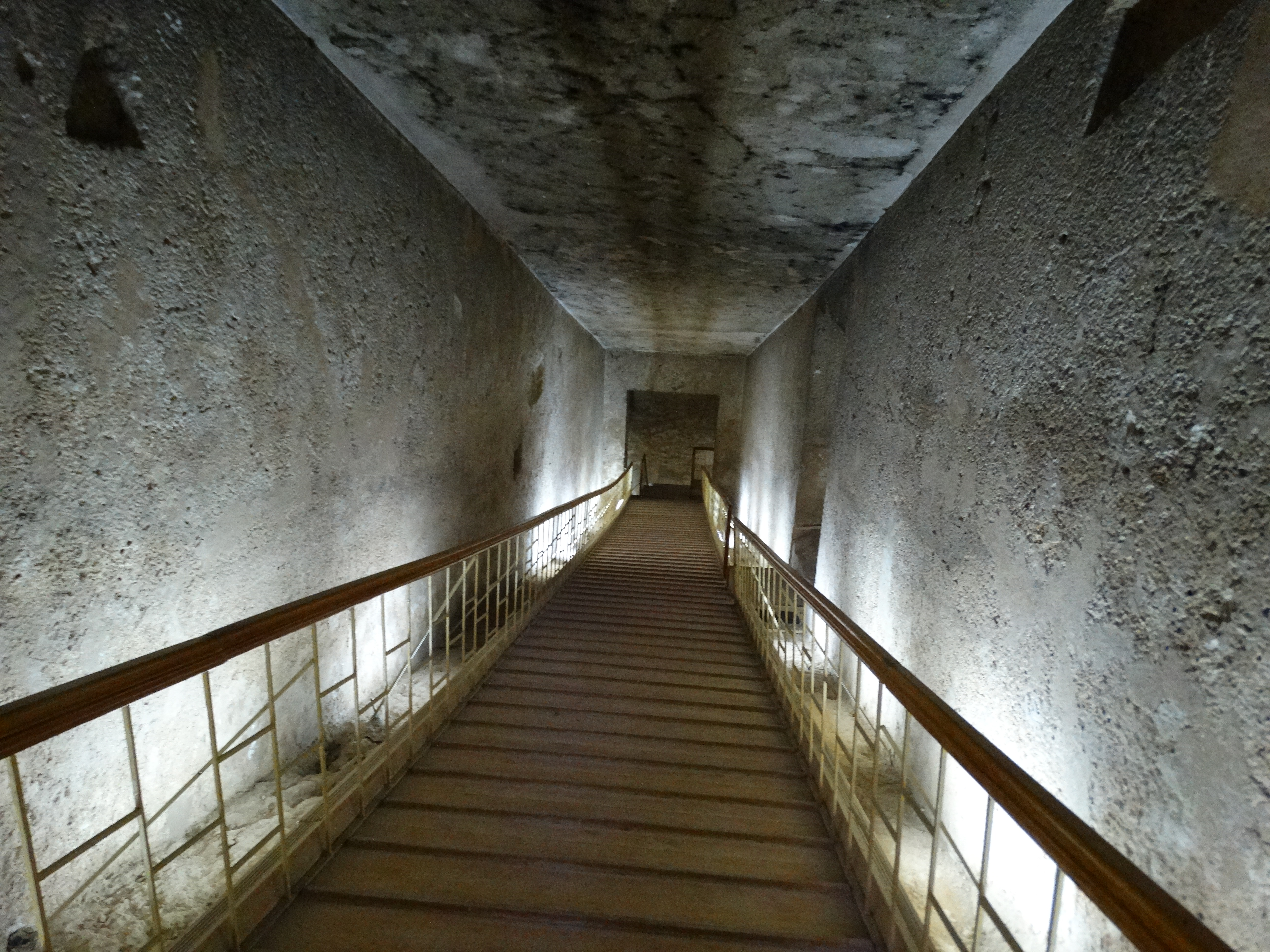
Tumba de Echnaton en Amarna
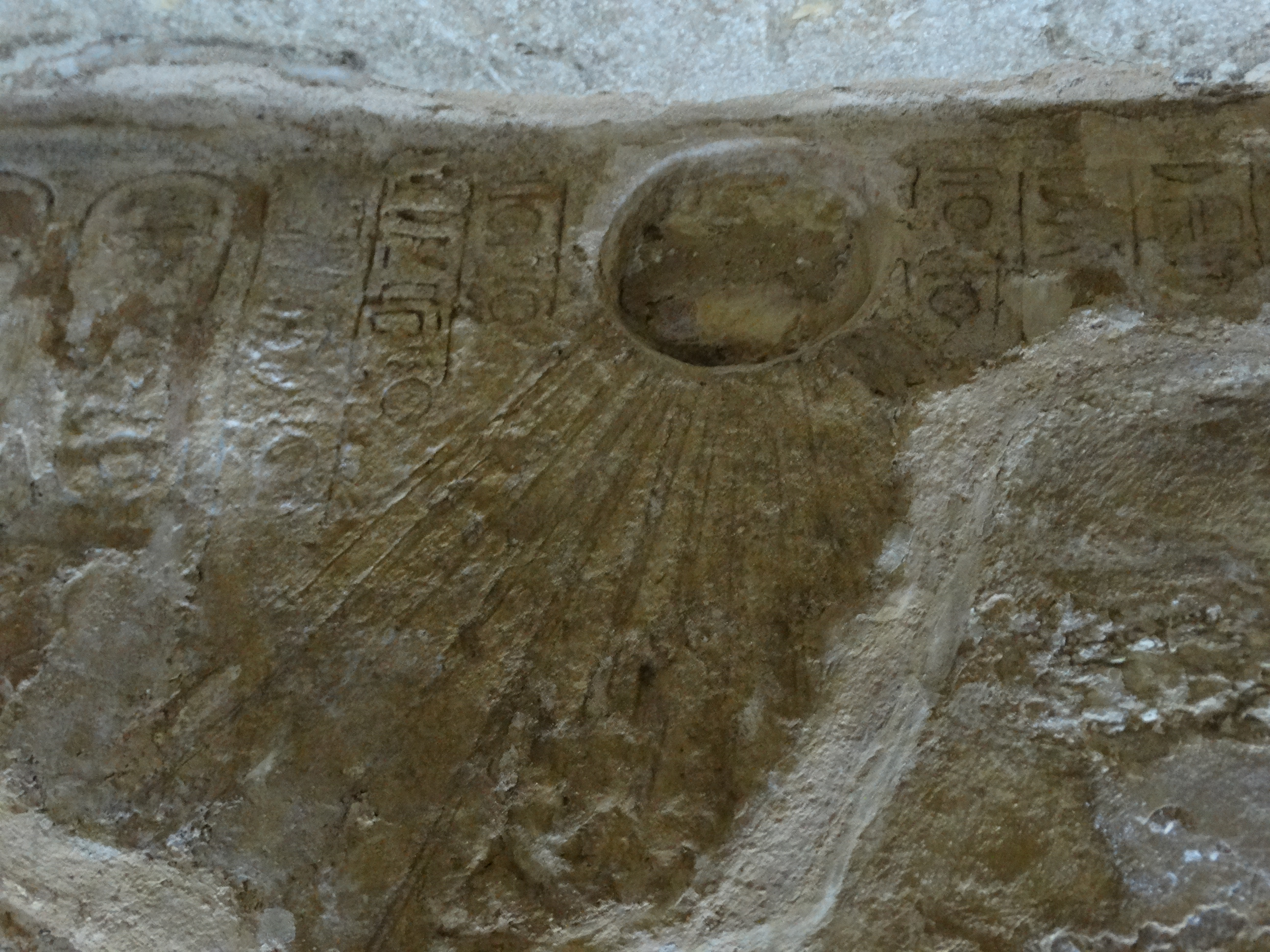
Una escultura que representa sol en la tumba de Echenaton
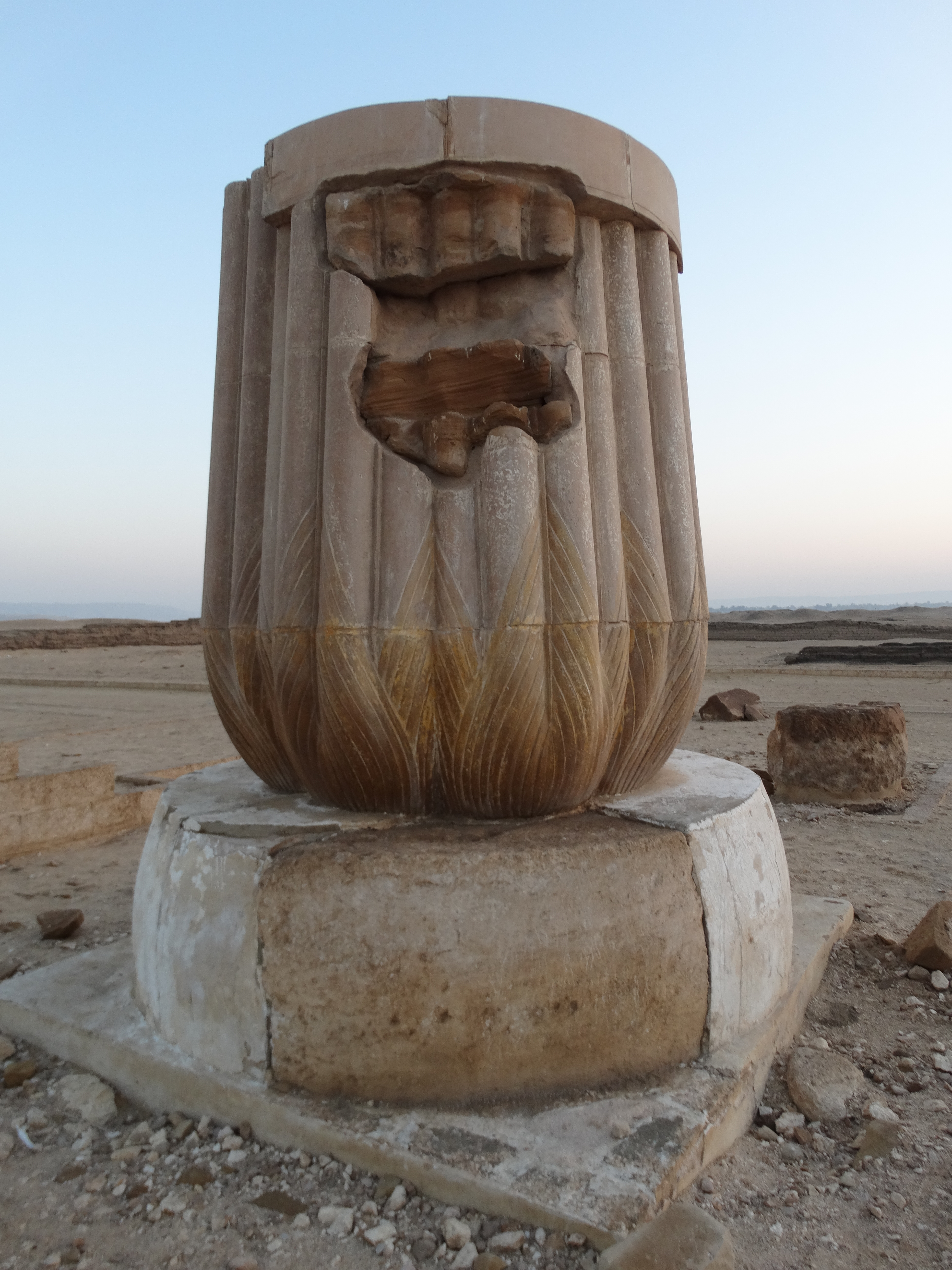
Parte de la Columna del Palacio Norte
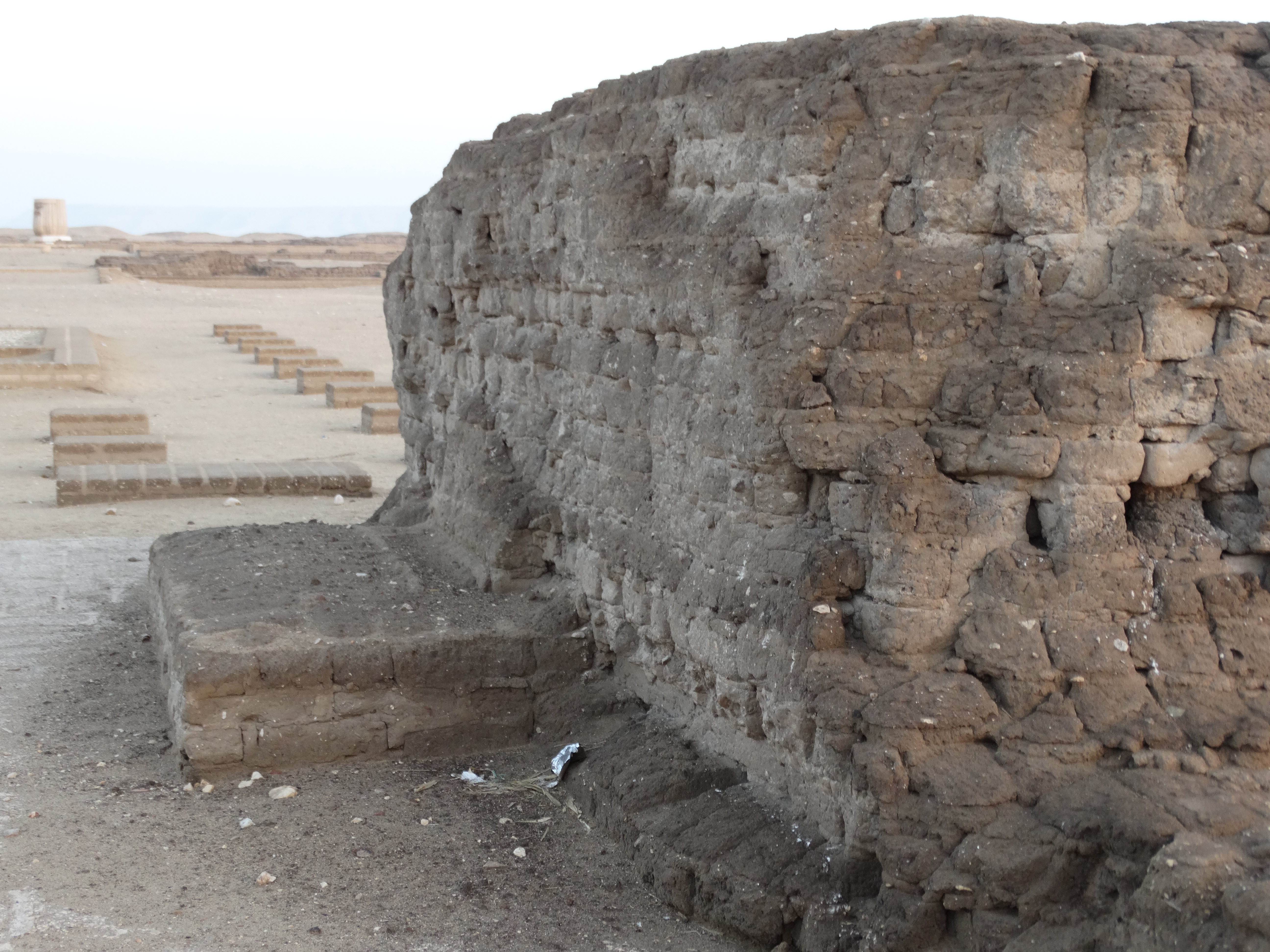
Los restos del templo en Amarna
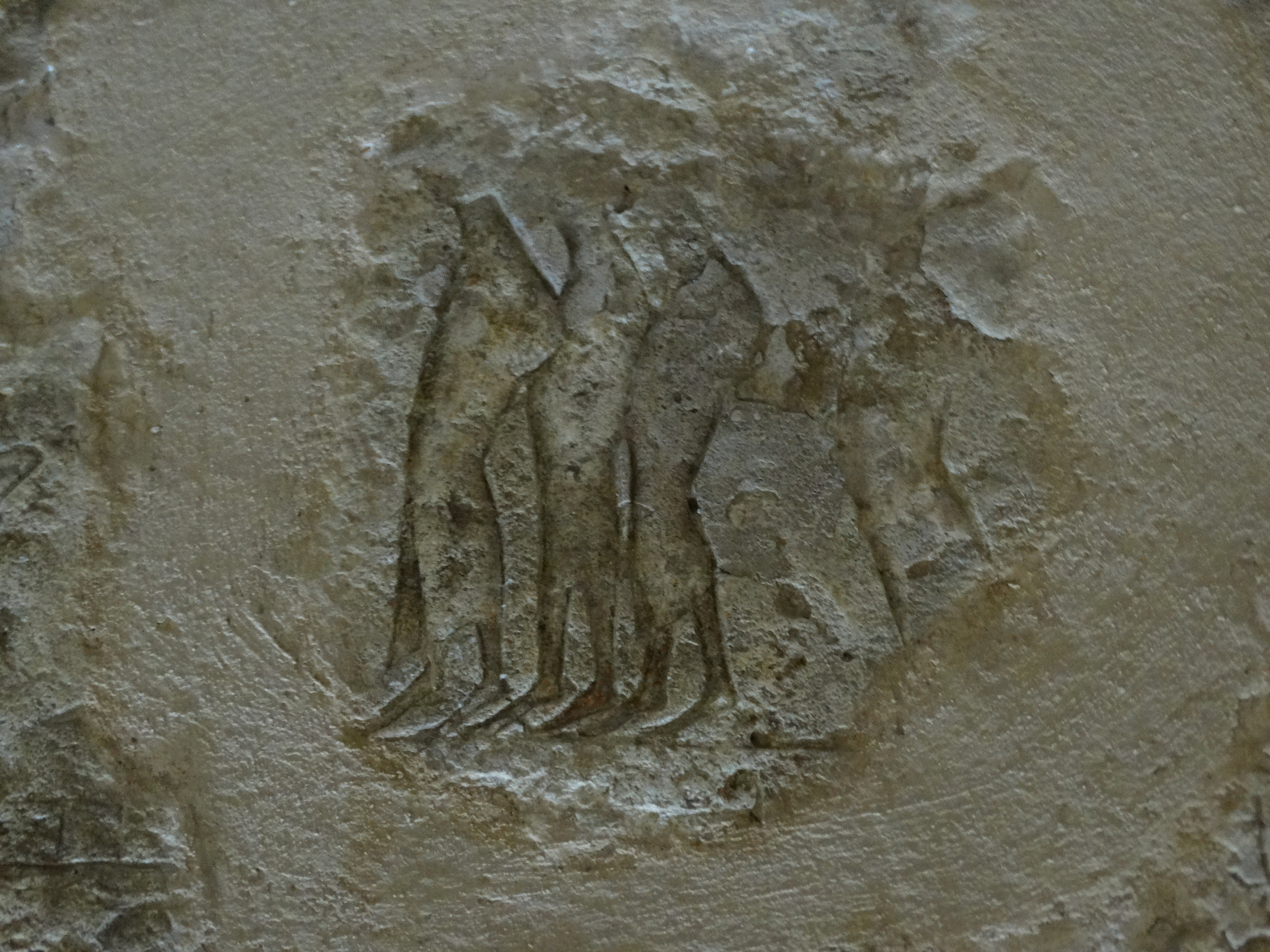
Relieve en la tumba de Echenaton
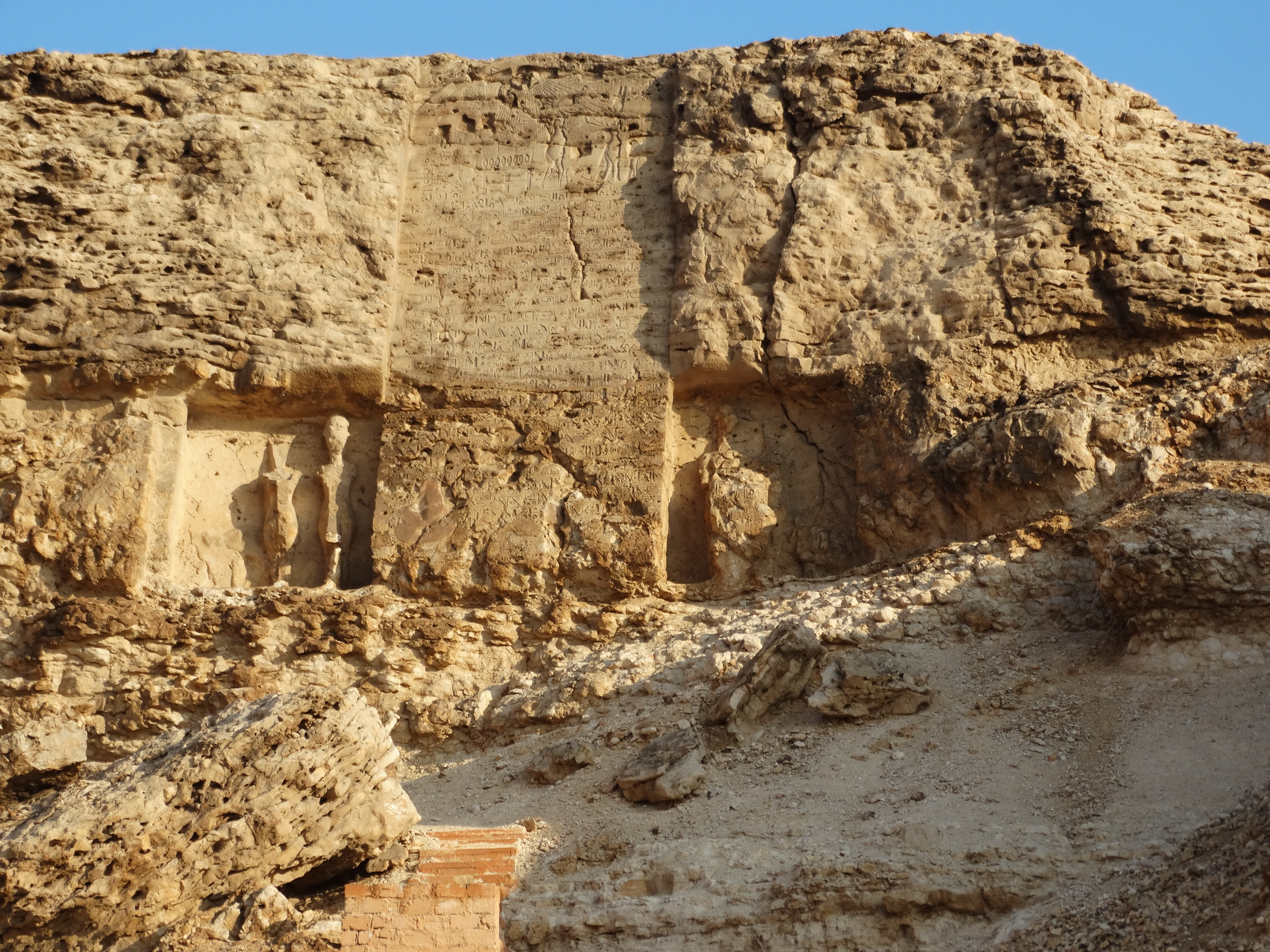
El mensaje de Echenaton grabado en la roca.
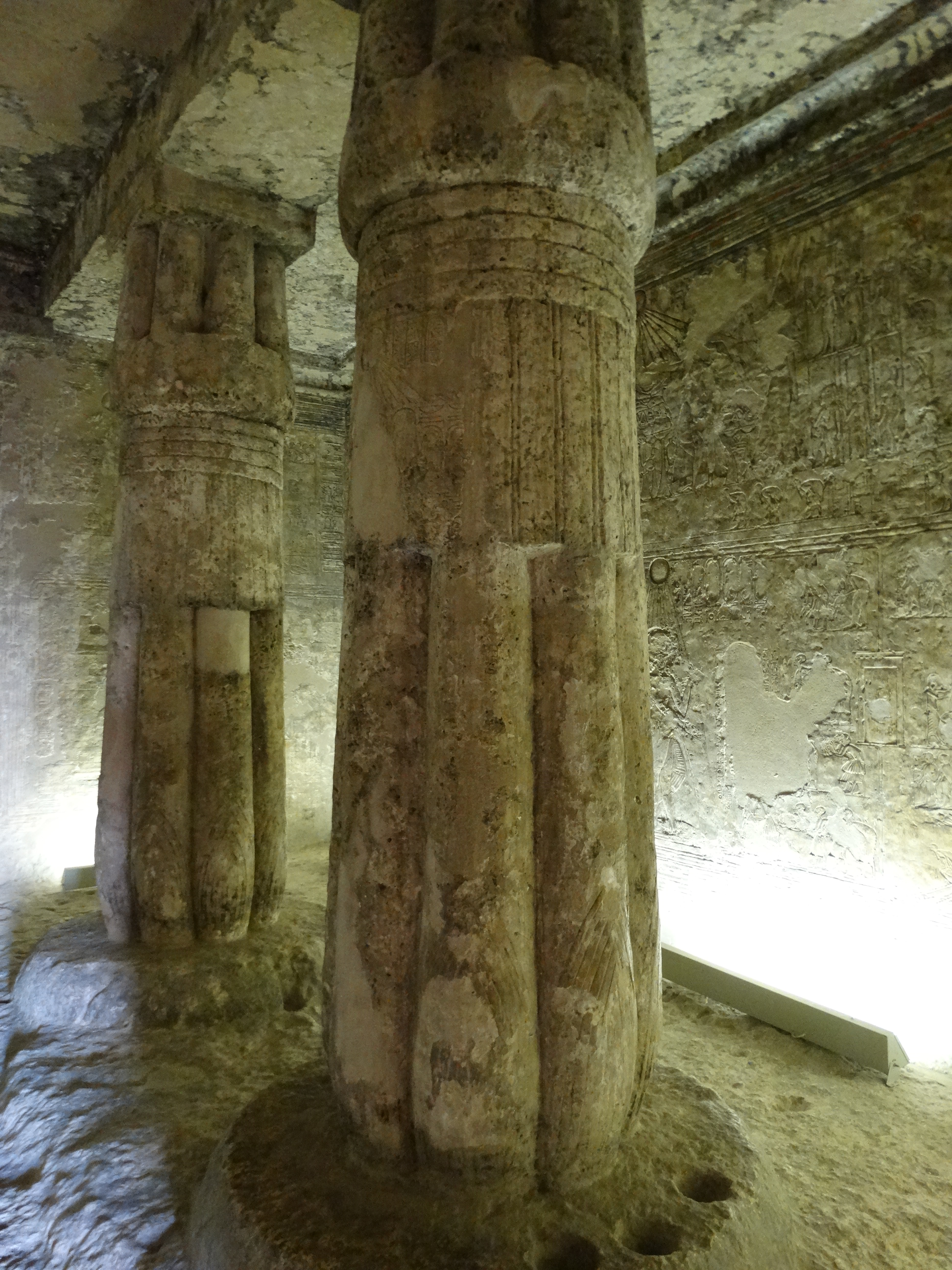
En una de las tumbas de Amarna
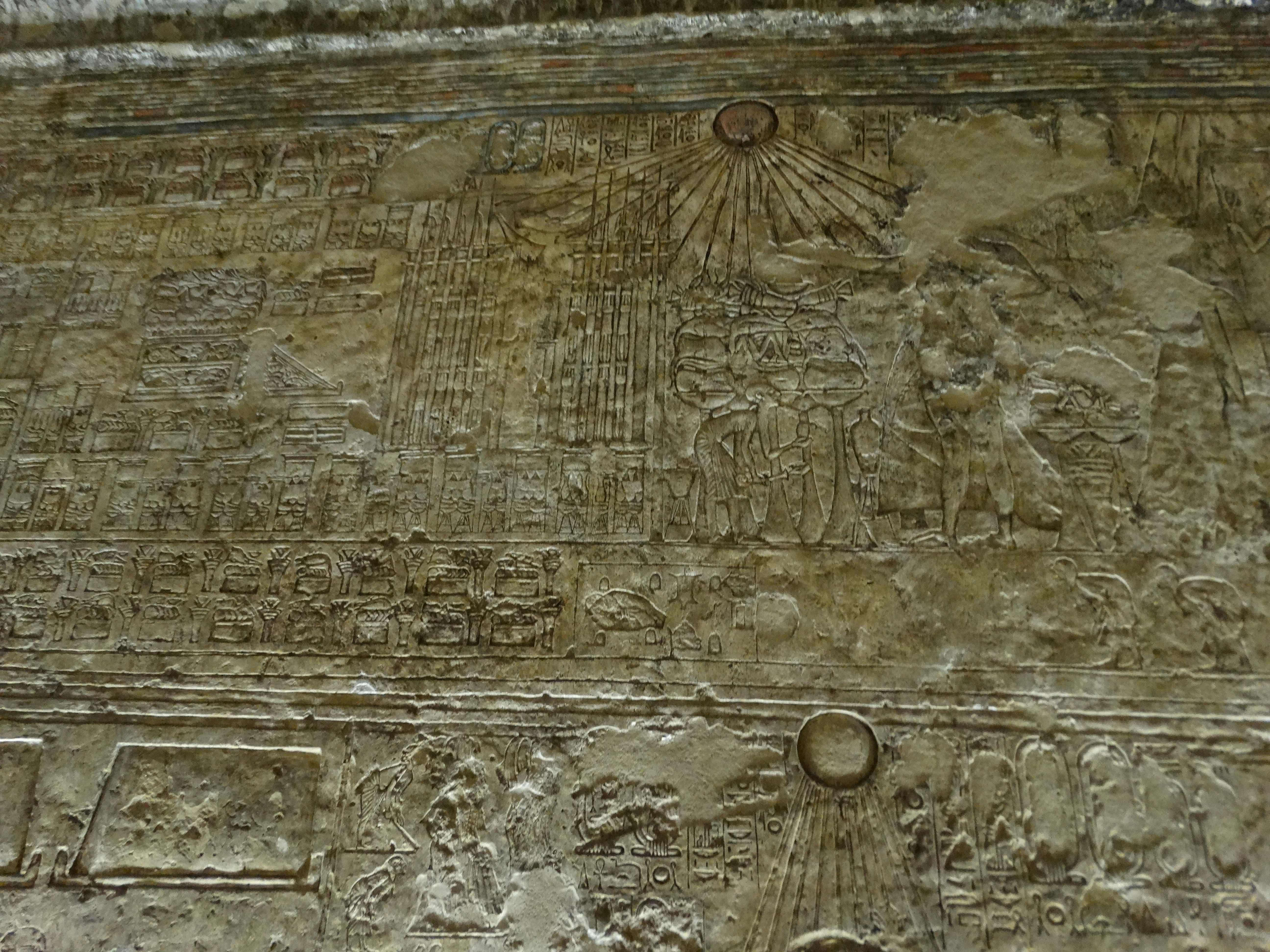
El relieve se ha conservado durante unos 2500 años.